# بويي وو
بويي وو (بالصينية: 胡楓) هو مخرج وممثل صيني، ولد في 18 يناير 1932 في غوانغدونغ في الصين.

## وصلات خارجية
- بويي وو على موقع IMDb (الإنجليزية)
- بويي وو على موقع ألو سيني (الفرنسية)
- بويي وو على موقع ميوزك برينز (الإنجليزية)
- بويي وو على موقع قاعدة بيانات الفيلم (الإنجليزية)
- بويي وو على موقع كينوبويسك (الروسية)